# Władyczeń
Władyczeń (ukr. Владичень) – wieś na Ukrainie, w obwodzie odeskim, w rejonie bołgradzkim, w hromadzie Bołgrad. W 2001 liczyła 1263 mieszkańców, głównie Bułgarów.